# Palais de Flore
Ne doit pas être confondu avec Pavillon de Flore.
Le palais de Flore, appelé aussi pavillon de Flore est un immeuble résidentiel construit en 1930 et situé dans le 6e arrondissement de Lyon, en France. Avec dix étages et une terrasse pour plus de 40 mètres, il était au moment de sa construction l'immeuble de logements le plus haut de France,.

## Histoire
Construit entre 1927 et 1930 par l'architecte Clément Laval, il était alors l'immeuble le plus haut en France. Sa technique de construction s'inspire des gratte-ciels américains, une première à Lyon, qui sera réutilisée ensuite à Villeurbanne.

## Description

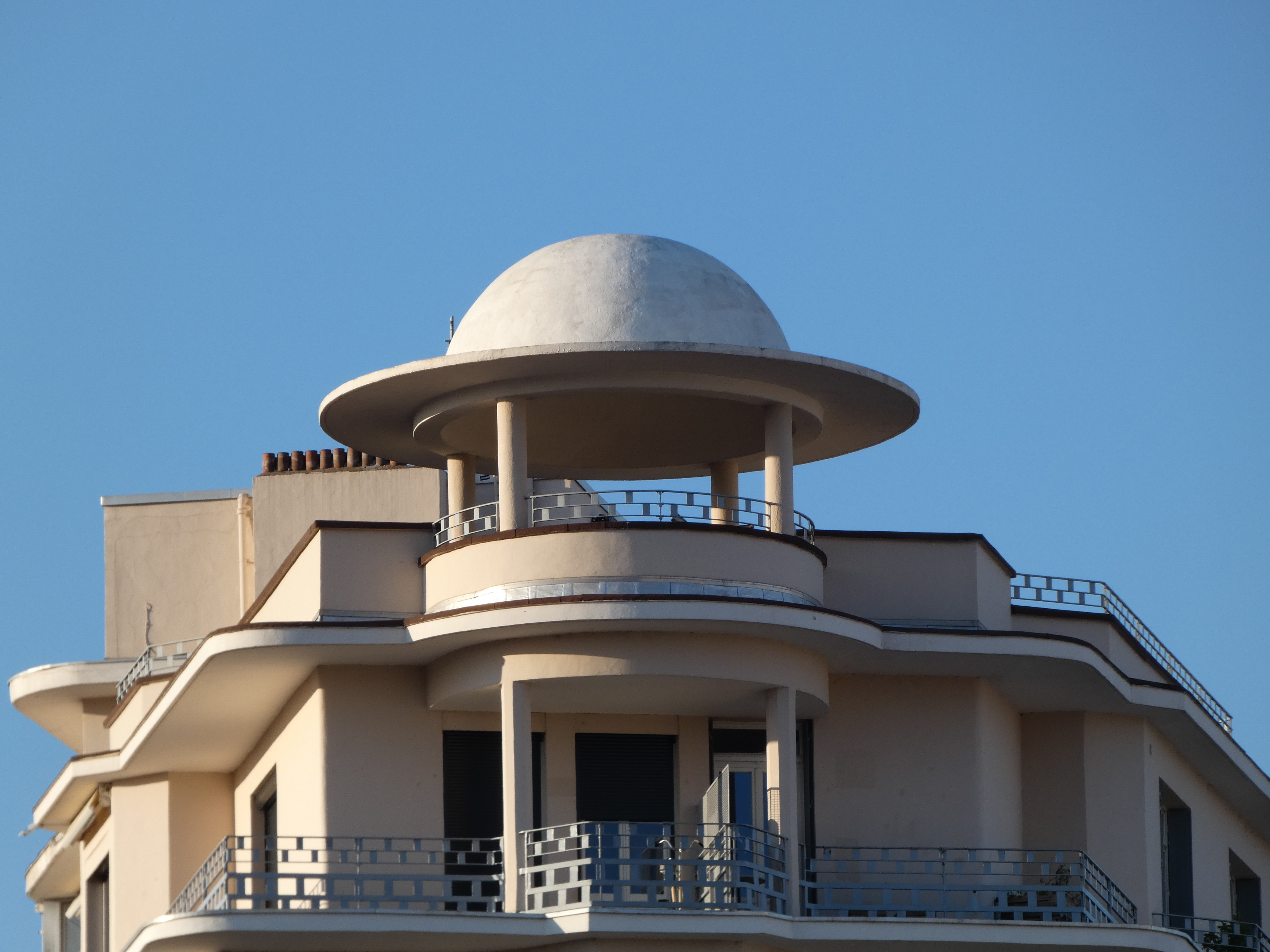
Sommet sud avec son casque.

Le palais de Flore est un immeuble d'habitations de luxe situé à l'angle de la rue Waldeck-Rousseau et du boulevard Jules Favre, nommé d'après la divinité antique Flore, protectrice du monde végétal. Haut de plus de 40 mètres pour 11 étages, il est construit sur une structure métallique avec des murs non porteurs en briques creuses.
Les balcons, consoles et fenêtres en baie renforcent les lignes horizontales du bâtiment couronné de casques, ce qui en fait le plus moderniste à Lyon. C'est un des premiers immeubles à Lyon à proposer de nombreuses places de parking en sous-sol.

### Sources
- Dossier de construction (1928) aux Archives municipales de Lyon, cote 344W/765.